# Nacospatangus laevis
Nacospatangus laevis is een zee-egel uit de familie Maretiidae.
De wetenschappelijke naam van de soort werd in 1917 gepubliceerd door Hubert Lyman Clark.